# 14163 Johnchapman
14163 Johnchapman este un asteroid din centura principală de asteroizi.

## Descriere
14163 Johnchapman este un asteroid din centura principală de asteroizi. A fost descoperit pe 13 octombrie 1998 la Kitt Peak National Observatory în cadrul proiectului Spacewatch. Asteroidul prezintă o orbită caracterizată de o semiaxă mare de 2,88 ua, o excentricitate de 0,08 și o înclinație de 0,8° în raport cu ecliptica.